# Tour de France 2022/14. Etappe
Die 14. Etappe der Tour de France 2022 fand am 16. Juli 2022 statt und führte die Fahrer durch das Zentralmassiv. Von Saint-Étienne führen 192,5 hüglige Kilometer nach Mende, wo sich das Ziel nach einer Steigung auf dem Flugplatz Mende-Brenoux befindet. Nach der Zielankunft hatten die Fahrer insgesamt 2348,3 Kilometer absolviert, was 70,1 % der Gesamtdistanz der 109. Austragung des französischen Etappenrennens entsprach.

## Streckenführung
Der neutralisierte Start erfolgte in Saint-Étienne auf der Rue Paul et Pierre Guichard nahe dem Stade Geoffroy-Guichard. Anschließend führte die Strecke vorbei am Parc de Montaud auf die D3 und verließ den Startort Richtung Westen.
Der offizielle Start erfolgte nach 9,2 Kilometern auf der M3.2 in Roche-la-Molière. Anschließend drehte die Fahrtrichtung gen Süden, und die Fahrer gelangten nach 5,4 Kilometern nach Firminy. Nun folgte mit der 7,7 Kilometer langen Côte de Saint-Just-Malmont (833 m) ein Anstieg der dritten Kategorie, der 14,2 Kilometer nach dem Start überquert wurde. In weiterer Folge blieb das Terrain hügelig und führte mit der Côte de Châtaignier (790 m) über einen weiteren Anstieg der 3. Kategorie nach Yssingeaux, wo nach 50,7 Kilometern ein Zwischensprint ausgefahren wurde. Im Anschluss ging es weiter Richtung Südwesten nach Le Puy-en-Velay. Hier begann die Straße für gut 20 Kilometer zu steigen und führte nach Le Bouchet-Saint-Nicolas. Aufgrund der geringen Steigungsprozente wurde in diesem Ort jedoch keine Bergwertung abgenommen. Nach einer kurzen Abfahrt führte die Strecke über Le Nouveau Monde auf die Côte de Grandrieu (1131 m), die 57,2 Kilometer vor dem Ziel passiert wurde. Diese war als Bergwertung der 3. Kategorie klassifiziert und wies bei einer Länge von 6,3 Kilometern eine durchschnittliche Steigung von 4,1 % auf. Im Anschluss gelangten die Fahrer auf das Plateau der Margeride, das sie nach Châteauneuf-de-Randon brachte. Es folgte die Côte de la Fage (1442 m) nahe dem Lac de Charpal. Dieser Anstieg war ebenfalls mit einer Bergwertung der 3. Kategorie kategorisiert und wurde 30,4 Kilometer vor dem Ziel überquert. Nun folgte eine lange Abfahrt, die die Fahrer bis nach Mende führte.
Nachdem die Fahrer das Zentrum von Mende passiert hatten, begann mit der Côte de la Croix Neuve (1055 m) der anspruchsvollste Anstieg des Tages. Mit einer Länge von drei Kilometern und einer durchschnittlichen Steigung von 10,2 % galt diese als Bergwertung der 2. Kategorie. Nachdem die Kuppe 1,5 Kilometer vor dem Ziel erreicht war, führte die Straße leicht abfallend zum Flugplatz Mende-Brenoux, auf dessen Start- und Landebahn sich die Ziellinie befand.
|                            | Ort                                | Kilometer | Länge (km) | Höhe (m) | Ø Steigung |
| -------------------------- | ---------------------------------- | --------- | ---------- | -------- | ---------- |
| neutralisierter Start      | Saint-Étienne                      | 0-9,2     |            |          |            |
| offizieller Start          | Roche-la-Molière                   | 0,0       |            |          |            |
| Bergwertung (3. Kategorie) | Côte de Saint-Just-Malmont         | 014,2     | 7,7        | 0833     | 03,9 %     |
| Bergwertung (3. Kategorie) | Côte de Châtaignier                | 039,1     | 2,6        | 0790     | 07,3 %     |
| Zwischensprint             | Yssingeaux                         | 050,7     |            |          |            |
| Bergwertung (3. Kategorie) | Côte de Grandrieu                  | 135,3     | 6,3        | 1131     | 04,1 %     |
| Bergwertung (3. Kategorie) | Côte de la Fage                    | 162,1     | 4,2        | 1442     | 06,0 %     |
| Bergwertung (2. Kategorie) | Côte de la Croix Neuve             | 191,0     | 3,0        | 1055     | 10,2 %     |
| Ziel                       | Mende (Aérodrome de Mende-Brenoux) | 192,5     |            |          |            |

## Rennverlauf
Alle 157 verbliebenen Fahrer konnten an den Start der Etappe gehen, die im bergigen Gelände als typische Ausreißeretappe galt. So bildete sich auch bald eine Gruppe von 18 Fahrern mit ausgewiesenen Rouleurs. Deren Pläne wurden jedoch von Tadej Pogačar (UAE Team Emirates) durchkreuzt, der im Zuge seines Duells mit Jonas Vingegaard (Jumbo-Visma) mehrmals angriff und das Peloton in Stücke fuhr. Vingegaard konnte die Attacken beantworten, hatte aber teilweise nur noch seinen Team-Kollegen Wout van Aert bei sich, während Primož Roglic und andere Mannschaftskameraden teils zwei Minuten zurücklagen. Noch ärger traf es Caleb Ewan (Lotto Soudal), der nach seinen Verletzungen am Vortag nicht folgen konnte und allein dem Peloton hinterherfuhr.
Nach 40 km stellten Pogačar und Vingegaard ihre gegenseitigen Attacken ein und ließen eine Gruppe mit 23 Fahrern ziehen, darunter mit Simon Geschke (Cofidis), Louis Meintjes (Intermarché-Wanty-Gobert Matériaux) und Neilson Powless (EF Education-EasyPost) drei Konkurrenten ums Bergtrikot. Die Spitzengruppe bekam schnell einen Vorsprung von acht Minuten, während das Peloton wieder zusammenfand. Lotto Soudal ließ nun drei Fahrer zu Caleb Ewan zurückfallen, der inzwischen bei 16 Minuten lag.
Die nächsten 100 Kilometer geschah nichts von Belang. Geschke sicherte sich mit einem Sprint in Grandrieu für einen weiteren Tag das Bergtrikot. Bald darauf beendet eine Attacke von Michael Matthews (Team BikeExchange-Jayco) die Zusammenarbeit der Spitzengruppe. Nach längerem Kampf bekam er Gesellschaft von Felix Großschartner (Bora-hansgrohe), Luis León Sánchez (Bahrain Victorious) und Andreas Kron (Lotto Soudal). Sie gewannen eine halbe Minute vor den Verfolgern, deren Feld sich in der Steigung oberhalb von Châteauneuf nach und nach ausdünnte. Lotto Soudals Pechsträhne in der Tour setzte sich fort, als Kron in der Spitzengruppe eine Reifenpanne erlitt.
Auf dem Schlussanstieg schüttelte Matthews, der eher als bergfester Sprinter bekannt war, zunächst seine Begleiter ab und wurde dann von Alberto Bettiol (EF Education-EasyPost) aus der Verfolgergruppe eingeholt. Es entwickelte sich ein Zweikampf, bei dem Bettiol zunächst Matthews abzuschütteln schien, bevor dieser kurz vor Ende der Steigung noch einen Antritt fand, Bettiol überholte und die Etappe gewann.
Das Peloton hatte den Abstand bis 15 Minuten auflaufen lassen, bevor sich Jumbo-Visma um Tempoarbeit bemühte, um das Gelbe Trikot nicht an Louis Meintjes in der Spitzengruppe fallen zu lassen. Auf der Côte de la Croix Neuve ging Pogačar erneut in die Attacke und konnte Vingegaard wiederum nicht von seinem Hinterrad abschütteln. Die übrigen Top Ten des Gesamtklassements folgten in einigem Abstand und bestätigten ihre Positionen, abgesehen davon, dass sich Meintjes durch seine Teilnahme in der Ausreißergruppe auf Platz 7 vorschob.

## Ergebnis
| \| Etappenergebnis \| Etappenergebnis \| Etappenergebnis \| Etappenergebnis \| Etappenergebnis \| \| Fahrer \| Fahrer \| Land \| Team \| Zeit \| \| --------------- \| ------------------- \| --------------- \| ---------------------------------- \| --------------- \| \| 1. \| Michael Matthews \| Australien \| BikeExchange-Jayco \| 4 h 30 min 53 s \| \| 2. \| Alberto Bettiol \| Italien \| EF Education-EasyPost \| + 15 s \| \| 3. \| Thibaut Pinot \| Frankreich \| Groupama-FDJ \| + 34 s \| \| 4. \| Marc Soler \| Spanien \| UAE Team Emirates \| + 50 s \| \| 5. \| Patrick Konrad \| Österreich \| Bora-Hansgrohe \| + 58 s \| \| 6. \| Jakob Fuglsang \| Dänemark \| Israel-Premier Tech \| + 58 s \| \| 7. \| Felix Großschartner \| Österreich \| Bora-Hansgrohe \| + 1 min 06 s \| \| 8. \| Lennard Kämna \| Deutschland \| Bora-Hansgrohe \| + 1 min 12 s \| \| 9. \| Simon Geschke \| Deutschland \| Cofidis \| + 1 min 12 s \| \| 10. \| Louis Meintjes \| Südarfika \| Intermarché-Wanty-Gobert Matériaux \| + 1 min 12 s \| |                     |             |                                    |                 |
| |                     |             |                                    |                 |
| Quelle: ProCyclingStats |                     |             |                                    |                 |
| Etappenergebnis |                     |             |                                    |                 |
| Fahrer | Fahrer              | Land        | Team                               | Zeit            |
| 1. | Michael Matthews    | Australien  | BikeExchange-Jayco                 | 4 h 30 min 53 s |
| 2. | Alberto Bettiol     | Italien     | EF Education-EasyPost              | + 15 s          |
| 3. | Thibaut Pinot       | Frankreich  | Groupama-FDJ                       | + 34 s          |
| 4. | Marc Soler          | Spanien     | UAE Team Emirates                  | + 50 s          |
| 5. | Patrick Konrad      | Österreich  | Bora-Hansgrohe                     | + 58 s          |
| 6. | Jakob Fuglsang      | Dänemark    | Israel-Premier Tech                | + 58 s          |
| 7. | Felix Großschartner | Österreich  | Bora-Hansgrohe                     | + 1 min 06 s    |
| 8. | Lennard Kämna       | Deutschland | Bora-Hansgrohe                     | + 1 min 12 s    |
| 9. | Simon Geschke       | Deutschland | Cofidis                            | + 1 min 12 s    |
| 10. | Louis Meintjes      | Südarfika   | Intermarché-Wanty-Gobert Matériaux | + 1 min 12 s    |

## Gesamtstände
| \| Gesamtwertung \| Gesamtwertung \| Gesamtwertung \| Gesamtwertung \| Gesamtwertung \| \| Fahrer \| Fahrer \| Land \| Team \| Zeit \| \| ------------- \| ---------------- \| ---------------------- \| ---------------------------------- \| ---------------- \| \| 1. \| Jonas Vingegaard \| Dänemark \| Jumbo-Visma \| 55 h 31 min 01 s \| \| 2. \| Tadej Pogačar \| Slowenien \| UAE Team Emirates \| + 2 min 22 s \| \| 3. \| Geraint Thomas \| Vereinigtes Königreich \| Ineos Grenadiers \| + 2 min 43 s \| \| 4. \| Romain Bardet \| Frankreich \| Team DSM \| + 3 min 01 s \| \| 5. \| Adam Yates \| Vereinigtes Königreich \| Ineos Grenadiers \| + 4 min 06 s \| \| 6. \| Nairo Quintana \| Kolumbien \| Arkéa-Samsic \| + 4 min 15 s \| \| 7. \| Louis Meintjes \| Südarfika \| Intermarché-Wanty-Gobert Matériaux \| + 4 min 24 s \| \| 8. \| David Gaudu \| Frankreich \| Groupama-FDJ \| + 4 min 24 s \| \| 9. \| Thomas Pidcock \| Vereinigtes Königreich \| Ineos Grenadiers \| + 8 min 49 s \| \| 10. \| Enric Mas \| Spanien \| Movistar Team \| + 9 min 58 s \| |                  |                        |                                    |                  |
| |                  |                        |                                    |                  |
| Quelle: ProCyclingStats |                  |                        |                                    |                  |
| Gesamtwertung |                  |                        |                                    |                  |
| Fahrer | Fahrer           | Land                   | Team                               | Zeit             |
| 1. | Jonas Vingegaard | Dänemark               | Jumbo-Visma                        | 55 h 31 min 01 s |
| 2. | Tadej Pogačar    | Slowenien              | UAE Team Emirates                  | + 2 min 22 s     |
| 3. | Geraint Thomas   | Vereinigtes Königreich | Ineos Grenadiers                   | + 2 min 43 s     |
| 4. | Romain Bardet    | Frankreich             | Team DSM                           | + 3 min 01 s     |
| 5. | Adam Yates       | Vereinigtes Königreich | Ineos Grenadiers                   | + 4 min 06 s     |
| 6. | Nairo Quintana   | Kolumbien              | Arkéa-Samsic                       | + 4 min 15 s     |
| 7. | Louis Meintjes   | Südarfika              | Intermarché-Wanty-Gobert Matériaux | + 4 min 24 s     |
| 8. | David Gaudu      | Frankreich             | Groupama-FDJ                       | + 4 min 24 s     |
| 9. | Thomas Pidcock   | Vereinigtes Königreich | Ineos Grenadiers                   | + 8 min 49 s     |
| 10. | Enric Mas        | Spanien                | Movistar Team                      | + 9 min 58 s     |

| Punktewertung | Punktewertung       | Punktewertung | Punktewertung          | Punktewertung |
| Fahrer        | Fahrer              | Land          | Team                   | Punkte        |
| ------------- | ------------------- | ------------- | ---------------------- | ------------- |
| 1.            | Wout van Aert       | Belgien       | Jumbo-Visma            | 333 P.        |
| 2.            | Tadej Pogačar       | Slowenien     | UAE Team Emirates      | 164 P.        |
| 3.            | Fabio Jakobsen      | Niederlande   | Quick-Step Alpha Vinyl | 155 P.        |
| 4.            | Mads Pedersen       | Dänemark      | Trek-Segafredo         | 132 P.        |
| 5.            | Magnus Cort Nielsen | Dänemark      | EF Education-EasyPost  | 129 P.        |
| 6.            | Christophe Laporte  | Frankreich    | Jumbo-Visma            | 121 P.        |
| 7.            | Michael Matthews    | Australien    | BikeExchange-Jayco     | 118 P.        |
| 8.            | Jasper Philipsen    | Belgien       | Alpecin-Deceuninck     | 116 P.        |
| 9.            | Jonas Vingegaard    | Dänemark      | Jumbo-Visma            | 96 P.         |
| 10.           | Peter Sagan         | Slowakei      | TotalEnergies          | 86 P.         |

| Bergwertung | Bergwertung      | Bergwertung            | Bergwertung                        | Bergwertung |
| Fahrer      | Fahrer           | Land                   | Team                               | Punkte      |
| ----------- | ---------------- | ---------------------- | ---------------------------------- | ----------- |
| 1.          | Simon Geschke    | Deutschland            | Cofidis                            | 46 P.       |
| 2.          | Louis Meintjes   | Südarfika              | Intermarché-Wanty-Gobert Matériaux | 39 P.       |
| 3.          | Neilson Powless  | Vereinigte Staaten     | EF Education-EasyPost              | 37 P.       |
| 4.          | Jonas Vingegaard | Dänemark               | Jumbo-Visma                        | 36 P.       |
| 5.          | Giulio Ciccone   | Italien                | Trek-Segafredo                     | 35 P.       |
| 6.          | Pierre Latour    | Frankreich             | TotalEnergies                      | 35 P.       |
| 7.          | Thomas Pidcock   | Vereinigtes Königreich | Ineos Grenadiers                   | 28 P.       |
| 8.          | Anthony Perez    | Frankreich             | Cofidis                            | 26 P.       |
| 9.          | Tadej Pogačar    | Slowenien              | UAE Team Emirates                  | 26 P.       |
| 10.         | Chris Froome     | Vereinigtes Königreich | Israel-Premier Tech                | 22 P.       |

| Nachwuchswertung | Nachwuchswertung   | Nachwuchswertung       | Nachwuchswertung                   | Nachwuchswertung  |
| Fahrer           | Fahrer             | Land                   | Team                               | Zeit              |
| ---------------- | ------------------ | ---------------------- | ---------------------------------- | ----------------- |
| 1.               | Tadej Pogačar      | Slowenien              | UAE Team Emirates                  | 55 h 33 min 23 s  |
| 2.               | Thomas Pidcock     | Vereinigtes Königreich | Ineos Grenadiers                   | + 6 min 27 s      |
| 3.               | Brandon McNulty    | Vereinigte Staaten     | UAE Team Emirates                  | + 57 min 43 s     |
| 4.               | Matteo Jorgenson   | Vereinigte Staaten     | Movistar Team                      | + 58 min 42 s     |
| 5.               | Andreas Leknessund | Norwegen               | Team DSM                           | + 1 h 09 min 57 s |
| 6.               | Kevin Geniets      | Luxemburg              | Groupama-FDJ                       | + 1 h 19 min 05 s |
| 7.               | Michael Storer     | Australien             | Groupama-FDJ                       | + 1 h 19 min 15 s |
| 8.               | Georg Zimmermann   | Deutschland            | Intermarché-Wanty-Gobert Matériaux | + 1 h 32 min 11 s |
| 9.               | Fred Wright        | Vereinigtes Königreich | Bahrain Victorious                 | + 1 h 44 min 35 s |
| 10.              | Andreas Kron       | Dänemark               | Lotto-Soudal                       | + 1 h 54 min 32 s |

| Mannschaftswertung | Mannschaftswertung    | Mannschaftswertung           | Mannschaftswertung |
| Team               | Team                  | Land                         | Zeit               |
| ------------------ | --------------------- | ---------------------------- | ------------------ |
| 1.                 | Ineos Grenadiers      | Vereinigtes Königreich       | 66 h 24 min 21 s   |
| 2.                 | Jumbo-Visma           | Niederlande                  | + 33 min 53 s      |
| 3.                 | Groupama-FDJ          | Frankreich                   | + 39 min 29 s      |
| 4.                 | UAE Team Emirates     | Vereinigte Arabische Emirate | + 1 h 03 min 49 s  |
| 5.                 | Bora-Hansgrohe        | Deutschland                  | + 1 h 09 min 06 s  |
| 6.                 | Movistar Team         | Spanien                      | + 1 h 43 min 33 s  |
| 7.                 | Bahrain Victorious    | Bahrain                      | + 1 h 58 min 34 s  |
| 8.                 | Arkéa-Samsic          | Frankreich                   | + 2 h 09 min 40 s  |
| 9.                 | EF Education-EasyPost | Vereinigte Staaten           | + 2 h 10 min 58 s  |
| 10.                | Team DSM              | Niederlande                  | + 2 h 24 min 20 s  |